# 0-3-1

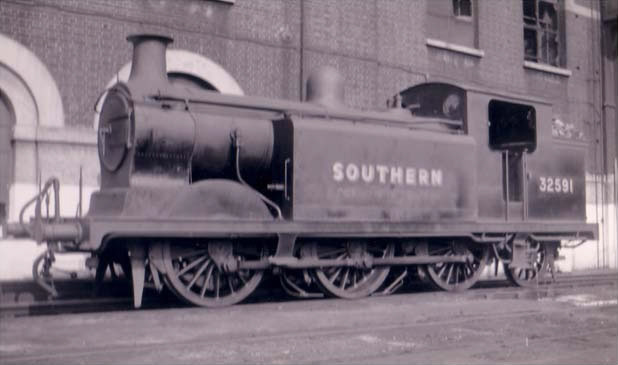
Английский танк-паровоз класса E5 типа 0-3-1

Тип 0-3-1 — паровоз с тремя движущими осями в одной жёсткой раме и одной поддерживающей осью.
Другие методы записи:
- Американский — 0-6-2
- Французский — 031
- Германский — C1

## Примеры паровозов
Маневровые и грузовые танк-паровозы